# Linum suffruticosum
Linum suffruticosum is een dwergstruik uit de vlasfamilie (Linaceae). De plant komt uit Zuidwest-Europa.
Het is een vlassoort met vertakte, houtige stengels en grote witte bloemen.

## Naamgeving enetymologie
- Synoniemen: : Linum ramosissimum Willk., Cathartolinum suffruticosum (L.) Rchb, Linum appressum, Linum salsoloides, Linum tenuifolium
- Engels: White Flax, Pyrenean Flax
- Frans: Lin sous-arbrisseau
- Spaans: Lino blanco, Lli suffruticós

De botanische naam Linum is de Latijnse naam voor 'vlas'. De soortaanduiding suffruticosum is afkomstig van het Latijnse 'sub-' (onder) en 'frutex' (struik), naar de onderaan houtige stengels.

## Kenmerken
L. suffruticosum is een vaste plant met sterk vertakte, tot 40 cm lange, opgerichte of opgaande en onderaan verhoutte bloemstengels. De afwisselend geplaatste bladeren zijn lijn- tot lancetvormig, tot enkele cm lang en 1 mm breed, met één nerf, onbehaard en met opgerolde bladranden.
De bloemen zitten solitair aan het einde van de bloeistengel. De kelk bestaat uit vijf kleine, losse, klierachtig behaarde en elliptische kelkblaadjes. De kroon is eveneens vijftallig, de kroonbladen zijn tot 2 cm lang, wit gekleurd met donkerder nerven en een paarse keel. Het vruchtbeginsel is bovenstandig. Rond de stamper staan vijf meeldraden, afgewisseld met vijf staminodiën, die aan basis met elkaar vergroeid zijn.
De vrucht is een bolvormige doosvrucht die zicht opent met tien kleppen.
L. suffruticosum bloeit van mei tot juli.

## Habitaten verspreiding
L. suffruticosum groeit vooral op droge, kalkhoudende en stenige bodems, zoals op kalkgraslanden, ruigtes en puinhellingen, van 400 tot 1900 m hoogte.
De plant komt voor in Zuidwest-Europa, van het Iberisch schiereiland (Pyreneeën, Cantabrisch Gebergte), over het zuiden en westen van Frankrijk tot het noorden van Italië.
... · 
L. alpinum · 
L. austriacum (Oostenrijks vlas) · 
L. bienne (Tweejarig vlas) · 
L. catharticum (Geelhartje) · 
L. leonii (Frans vlas) · 
L. narbonense · 
L. perenne (Overblijvend vlas) · 
L. suffruticosum · 
L. tenuifolium (Smal vlas) · 
L. trigynum · 
L. usitatissimum (Vlas) · 
L. viscosum (Kleverig vlas) · 
...